# Cosmas el Monje
Cosme o Cosmas el Monje, conocido por los calcedonios como Cosmas el Siciliano, fue un clérigo y erudito que floreció a fines del siglo VII y figura en las tradiciones calcedonias.
Cualquier conocimiento de Cosme proviene de un relato hagiográfico muy poco fiable del siglo X atribuido a Juan Damasceno, uno de sus discípulos. Fue un erudito que se convirtió en el maestro de Juan Damasceno o de Damasco y de su hermano adoptivo Cosmas de Maiuma. Los calcedonios lo conocen como Cosme el Siciliano. Se cuenta que fue esclavo de los sarracenos y lo rescató en Sicilia de la ejecución, en 664 d. C., un juez de Damasco llamado Ibn Mansur, padre de Juan Damasceno o de Damasco, quien lo empleó como tutor de Juan y de su hermano adoptivo, el huérfano Cosme de Maiuma, quien se convirtió en un importante himnógrafo. Al parecer, el padre de Juan había conocido a Cosmas, un erudito que sabía griego, en las costas de Sicilia, cuando este último estaba a punto de ser ejecutado. Estaba llorando muy fuerte, y cuando se le preguntó por qué un monje lloraba ante la muerte, respondió que se lamentaba de la pérdida del conocimiento que había reunido, "porque sabía casi todo bajo el sol". En respuesta, el padre de Juan (un juez) lo liberó y lo nombró tutor de su hijo.